# Golfo do Benim

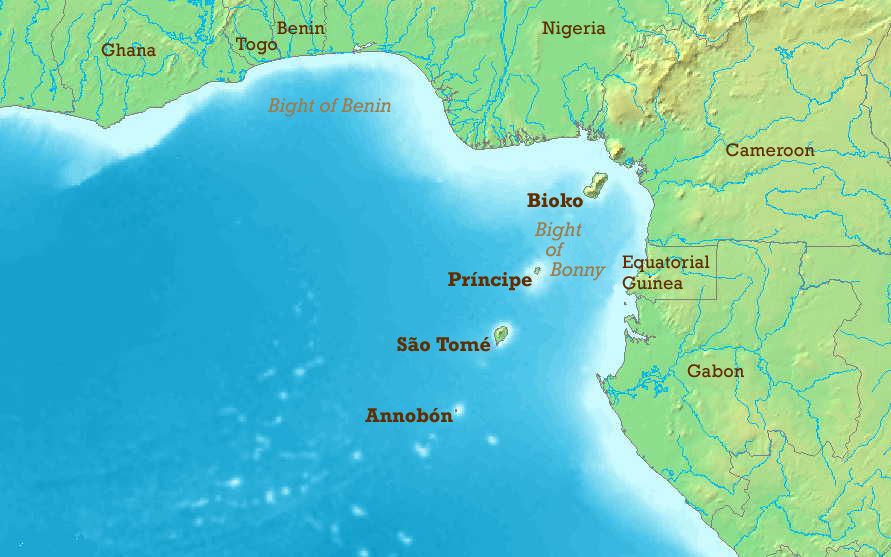
Mapa do golfo de Guiné, com indicação da enseada do Benim

O golfo do Benim, baía do Benim ou enseada do Benim é uma baía situada na parte setentrional do golfo da Guiné, a oeste do golfo do Biafra. Estende-se ao longo da costa da África Ocidental por cerca de 640 km desde o cabo São Paulo no Gana, até à foz do rio Níger na Nigéria. 
Os seus principais portos são Lomé, Lagos e Cotonu. Foi um dos locais do comércio de escravos entre os séculos XVII e XIX, sendo conhecida na época como Costa dos Escravos. Durante a década de 1830 o comércio de óleo de palma tinha-se convertido na principal atividade económica e foi descoberto petróleo na década de 1950, diversificando-se a economia regional.